# Cleistocactus strausii
A Cleistocactus strausii a szegfűvirágúak (Caryophyllales) rendjébe, ezen belül a kaktuszfélék (Cactaceae) családjába tartozó faj.

## Előfordulása
A Cleistocactus strausii előfordulási területe a dél-amerikai Bolíviában található. Bolívia déli részén lévő Tarija megyének az endemikus növényfaja. 3000 méteres tengerszint feletti magasságban él.
Az ember betelepítette a Spanyolországhoz tartozó Kanári-szigetekre.

## Megjelenése
Karcsú és egyenes törzsű kaktusz, amely 3 méter magas, de csak 6 centiméter átmérőjű. A törzset körülbelül 25 darab hosszanti borda veszi körül. Az egész növényt 4 centiméter hosszú, sárgásbarna tüskék borítják; a tüskék négyes csoportokat alkotnak. A nagy, 7,6 centiméteres virágai élénkvörösek vagy lilásvörösek.

## Képek

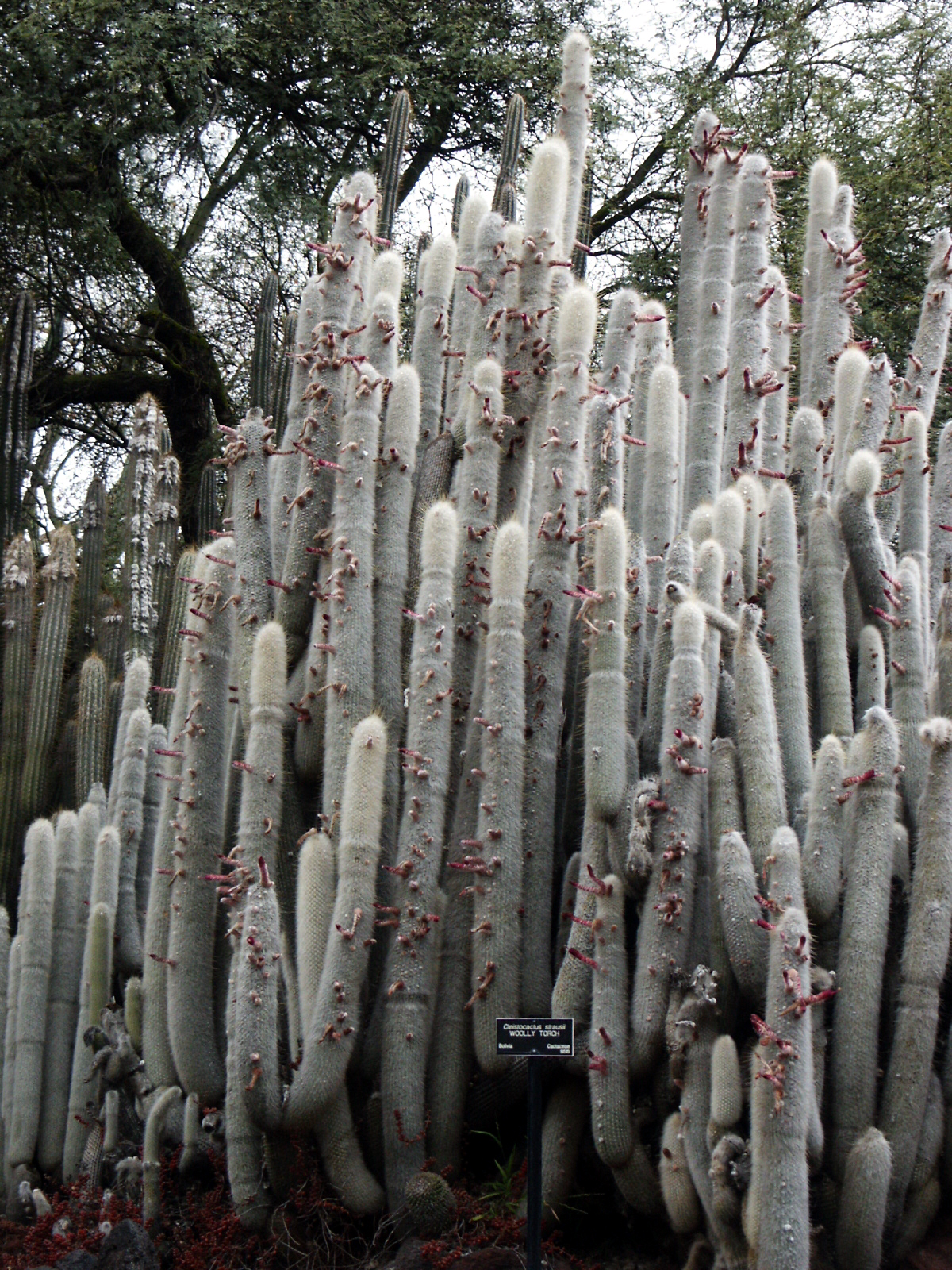
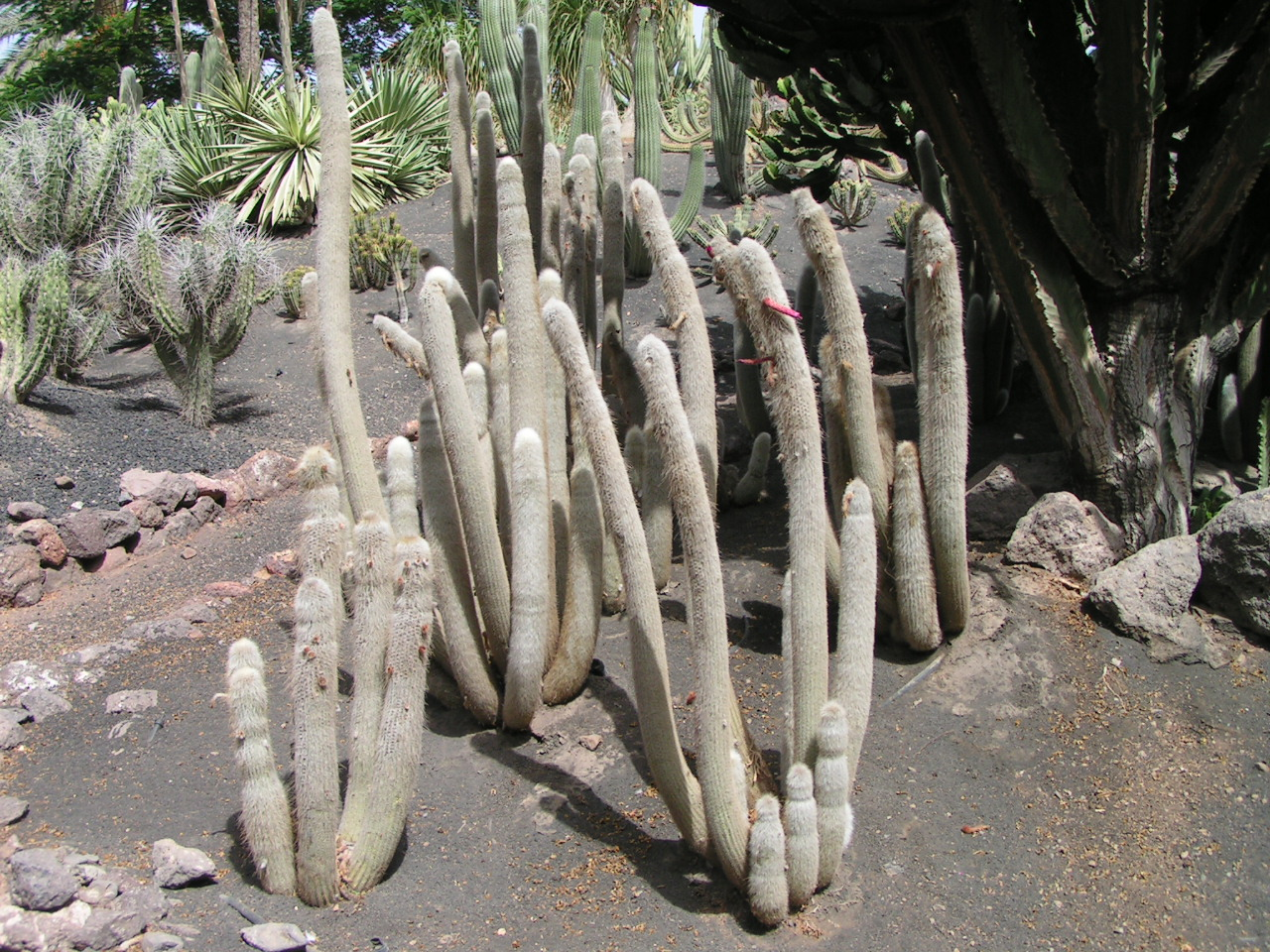
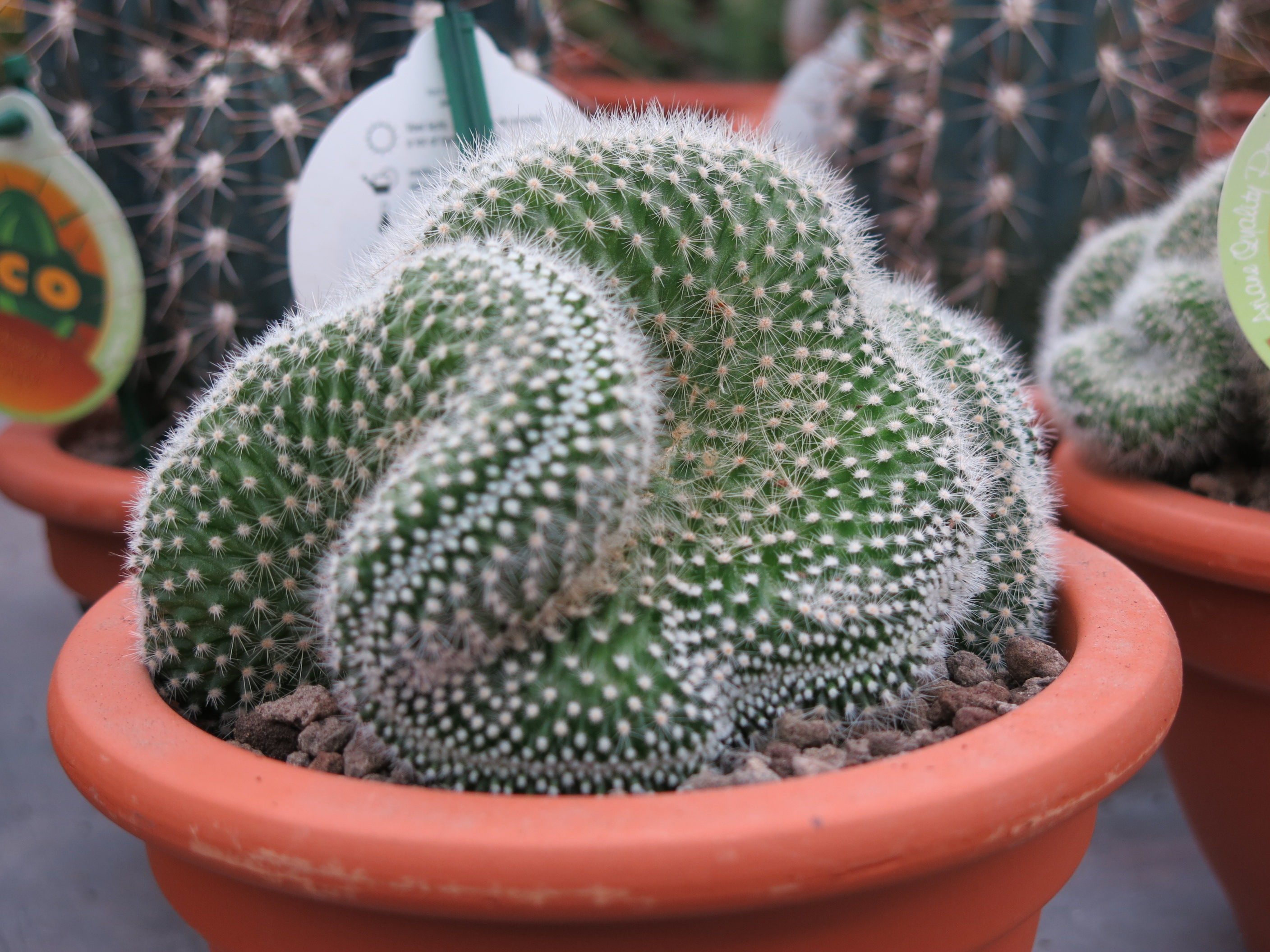
Fiatal és
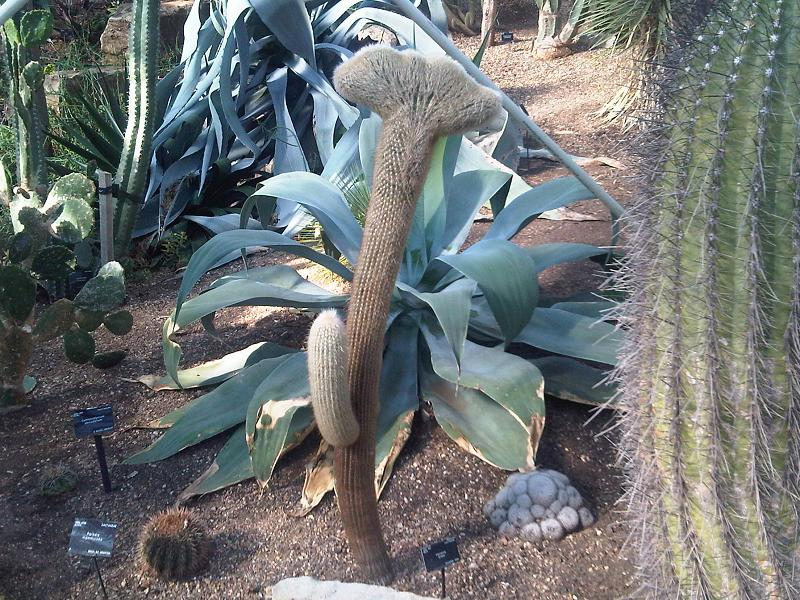
idősebb Cleistocactus strausii var. cristatus
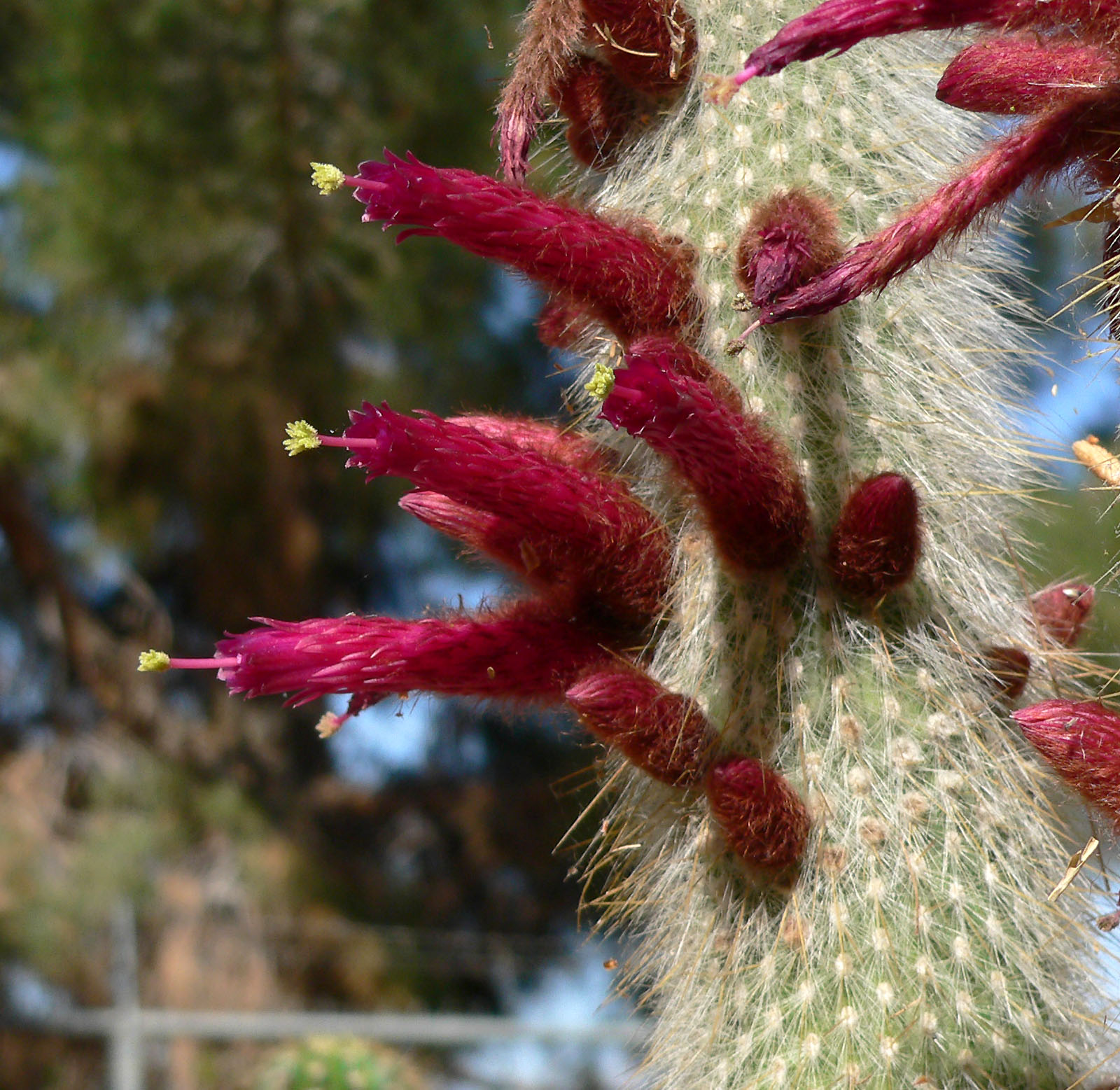